# Lospånga by
Lospånga by is een plaats in de gemeente Västerås in het landschap Västmanland en de provincie Västmanlands län in Zweden. De plaats heeft 178 inwoners (2005) en een oppervlakte van 19 hectare.